# Isabel Wilkerson

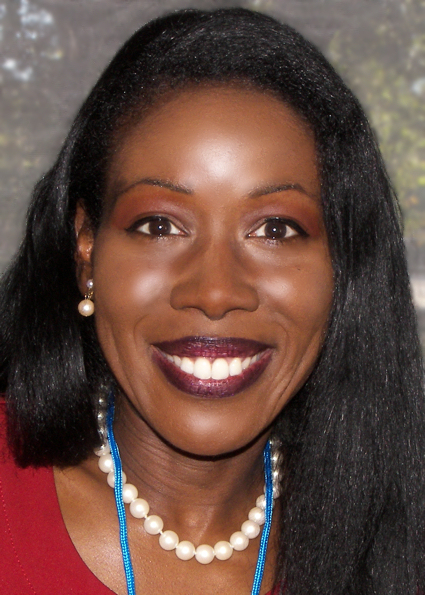
Isabel Wilkerson während des Texas Book Festival (2010)

Isabel Wilkerson (* 1961 in Washington, D.C.) ist eine mit dem Pulitzer-Preis-ausgezeichnete US-amerikanische Journalistin und Autorin des mit mehreren Preisen ausgezeichneten Sachbuchs The Warmth of Other Suns: The Epic Story of America's Great Migration, das sich mit der Wanderungsbewegung von Afroamerikanern  aus den ländlichen Gebieten der Südstaaten der USA in die Industriestädte des Nordens, Nordostens und Westens zwischen 1910 und 1970 auseinandersetzt.

## Leben
Isabel Wilkerson studierte Journalismus an der Howard University und wurde in dieser Zeit Herausgeberin der Uni-Zeitschrift The Hilltop. Noch während ihrer College-Zeit absolvierte sie mehrere Praktika bei Zeitungen und Zeitschriften, darunter bei der Los Angeles Times und der Washington Post.
1994, als sie die Chicagoer Büroleiterin der The New York Times war, erhielt sie als erste afroamerikanische Frau den Pulitzer-Preis für Feature Writing für ihre Artikel, die die Auswirkungen der Überschwemmungen im Mittleren Westen während des Jahres 1993 und ihr Artikel über einen 10-jährigen Jungen, der sich um seine vier Geschwister kümmerte. Mehrere von Wilkersons Reportagen wurden in die von David Garlock herausgegebene Sammlung Pulitzer Prize Feature Stories: America's Best Writing, 1979 - 2003 aufgenommen.
Wilkerson erhielt einen George S. Polk Award, 1998 eine Guggenheim Fellowship und 1994 die von der National Association of Black Journalists vergebene Auszeichnung als Journalist des Jahres.
Sie unterrichtete an der Emory University, der Princeton University, der Boston University und an der Northwestern University Journalismus und gehörte zum beratenden Gremium für das Journalismus-Programm an der Columbia University.
2010 veröffentlichte sie ihr Buch The Warmth of Other Suns: The Epic Story of America's Great Migration, an dem sie über 15 Jahre gearbeitet hatte.  Es setzt sich mit den drei Routen auseinander, die gewöhnlich von Afroamerikanern genutzt wurden, die zwischen 1915 und 1970 aus den Südstaaten in den Norden und den Westen der Vereinigten Staaten migrierten. Für ihr Buch interviewte Wilkerson mehr als 1000 Personen, die Teil dieser Wanderungsbewegung waren. Das Buch schaffte es fast sofort nach Veröffentlichung auf die Bestseller-Liste der New York Times und wurde von zahlreichen Kritikern auf ihre jeweilige Liste der interessantesten und wichtigsten Bücher des Jahres 2010 aufgenommen, darunter von den Kritikern von The New York Times, The Los Angeles Times, The New Yorker, Salon.com, The Washington Post, The Economist und The Daily Beast. Im März 2011 gewann Wilkerson mit diesem Buch den National Book Critics Circle Award in der Kategorie Sachbuch. Das Buch wurde außerdem mit dem Anisfield-Wolf Book Award, dem Mark Lynton History Prize, dem Sidney Hillman Buchpreis, dem Heartland Prize for Nonfiction ausgezeichnet und war für den Dayton Literary Peace Prize nominiert.
In ihrem 2020 erschienenen Buch Caste: The Origins of Our Discontents wendet Wilkerson den Kastenbegriff auf unsere Gesellschaft an, weil sie diese jenseits von Rasse, Klasse oder Geschlecht auch von Kaste geprägt sieht.
Sie arbeitete folgende Herrschaftsprinzipien heraus, mit deren Hilfe sich die globalen Eliten abgrenzten und abkapselten: Erbfolge, strenge Auswahl der Zulassung bzw. Endogamie, Förderung harter gesellschaftlicher Hierarchien, angebliche Reinheit und angeborene Überlegenheit der Mitglieder, Entmenschlichung und Stigmatisierung der anderen, Gewalt und Terror zur Abgrenzung.
Das Werk fand starke Beachtung in der US-amerikanischen Öffentlichkeit und wurde von der Presse als außergewöhnlich wichtig beurteilt.

## Veröffentlichungen

### Bücher
- The Warmth of Other Suns: The Epic Story of America's Great Migration (Random House, 2010). ISBN 978-0-679-44432-9
- Caste: The Origins of Our Discontents (Random House, 2020). ISBN 978-0-593-23025-1
  - Kaste. Die Ursprünge unseres Unbehagens. Sachbuch. Übersetzung Jan Wilm. München: Kjona Verlag, 2023, ISBN 978-3-910372-04-7.

### Essays, Kolumnen und Vorlesungen
- The New American Reader: Recent Periodical Essays, herausgegeben von Gilbert H. Muller (McGraw-Hill, 1997)
- „He Put a Spin on Design“, in: The Last Word: The New York Times Book of Obituaries and Farewells. A Celebration of Unusual Lives, herausgegeben von Marvin Siegel (William Morrow, 1997)
- „Superstars of Dreamland“, in: Best American Movie Writing, herausgegeben von George Plimpton (St. Martin’s Press, 1998)
- We Americans: Celebrating a Nation, Its People and Its Past, herausgegeben von Thomas B. Allen und Charles O. Hyman (National Geographic Society, 1999)
- „Two Boys, a Debt, a Gun, a Victim: The Face of Violence“, in: Writing the World: Reading and Writing about Issues of the Day, herausgegeben von Charles R. Cooper, Susan Peck MacDonald (Macmillan, 2000). ISBN 0-312-26008-3
- Written into History: Pulitzer Prize Reporting of the Twentieth Century, herausgegeben von Anthony Lewis (Times Books, Henry Holt and Company, 2001)
- „First Born, Fast Grown: The Manful Life of Nicholas, 10“, in: Feature Writing for Newspapers and Magazines: The Pursuit of Excellence, herausgegeben von Edward Jay Friedlander und John Lee (HarperCollins College Publishers, 1997) und The Princeton Anthology of Writing, herausgegeben von John McPhee und Carol Rigolot (Princeton University Press, 2001)
- Mehrere Artikel in Pulitzer Prize Feature Stories: America's Best Writing, 1979 - 2003, herausgegeben von David Garlock (Iowa State University Press, 1998; Wiley-Blackwell; 2nd edition, April 18, 2003)
- „Angela Whitiker’s Climb“, in: Class Matters, The New York Times (Times Books, 2005)
- „Interviewing: Accelerated Intimacy“, in: Telling True Stories: A Nonfiction Writers’ Guide from the Nieman Foundation at Harvard University, herausgegeben von Mark Kramer und Wendy Call (Plume Penguin Books, January 30, 2007)

## Auszeichnungen
- 1993 George S. Polk Award
- 1994 Pulitzer-Preis/Feature Writing
- 1994 „Journalist of the Year award“ durch die National Association of Black Journalists
- 2010 National Book Critics Circle Award, Kategorie Sachbuch für The Warmth of Other Suns
- 2011 Nominierung für NAACP Image Award für The Warmth of Other Suns
- 2011 Anisfield-Wolf Book Award für The Warmth of Other Suns.
- 2015 National Humanities Medal
- 2025 Mitglied der American Academy of Arts and Sciences